# Fagerstrand
Fagerstrand este o localitate din comuna Nesodden, provincia Akershus, Norvegia, cu o suprafață de 1,48 km² și o populație de 2.190 locuitori (2013).